# Амелина, Алла Леонидовна
Алла Леонидовна Аме́лина (род. 13 ноября 1952 в Бухаресте, Румыния) — российский журналист, депутат Государственной Думы I созыва (1993—1995), заместитель главного редактора газеты «Вечерний Ростов» (Ростов-на-Дону).

## Биография
Родилась 13 ноября 1952 года в Бухаресте (Румыния) в семье инженера и учительницы. В 1975 году окончила отделение журналистики филологического факультета Ростовского университета. С 1975 по 1976 год — редактор Ростовского телерадиокомитета, с 1976 по 1977 год — заместитель ответственного секретаря газеты «Амурская правда», с 1977 по 1979 год — редактор, старший редактор, заведующий отделом Амурского телерадиокомитета. С 1980 года корреспондент, затем заместитель ответственного секретаря, с августа 1991 по декабрь 1993 года — заместитель главного редактора газеты «Вечерний Ростов».
Пришла в политику «на зелёной волне», как журналист занимаясь вопросами, связанными с экологией: «На определенном этапе выяснилось, что, например, данные о состоянии атмосферы в городе запрещает публиковать… горком КПСС. Дальше — больше. Словом, ясно стало, что экологические проблемы не так уж вне политики» Состояла в Ростовском общественном экологическом центре (РОЭЦ).
В 1990 году избрана в горсовет Ростова-на-Дону. По её собственным словам предвыборная «кампания по сравнению с нынешними временами была ну просто „детская“», так например: «Всем кандидатам горизбирком изготовил листовки одинакового образца, со строго регламентированным количеством строк. Помимо этого, редакционный фотокор сделал по дружбе штук пять моих фотографий большого формата, к которым был подверстан напечатанный на пишущей машинке текст, буквально несколько строк про защиту природы. Вот и весь „пиар“. Основная форма работы — встречи с избирателями. Тогда „живьем“ общаться с людьми было эффективно». В горсовете избрана председателем комитета по экологии и охране окружающей среды. Осенью 1993 года досрочно сложила полномочия.
В декабре 1993 года на выборах в Государственную Думу по Ростовскому Первомайскому избирательному округу № 144 выдвинулась как независимый беспартийный кандидат, но при поддержке блока «Выбор России». Одержала победу, получив 22,6 % голосов, и с 1993 по 1995 год была депутатом Государственной Думы РФ I созыва, членом фракции «Выбор России».
Член Комитета ГД по информационной политике, информатике и связи. Работала в подкомитете по СМИ («Нам выделили „апартаменты“ из двух смежных кабинетов: один — для председателя комитета М. Полторанина, другой — для 14 членов комитета. На всех — один телефон и один факс»). Участвовала, в частности, в разработке законов «Об информатизации, информации и защите информации», «О государственной поддержке средств массовой информации», «О телевизионном и радиовещании», «О рекламе».
С момента создания в 1994 году, член партии Демократический выбор России (ДВР). По её словам «была в числе „отцов-матерей“ — основателей партии. Необходимость создания более жёсткой политической структуры, чем блок или движение, на тот момент была очевидна. Первичное решение принималось на заседании фракции „Выбор России“ в Госдуме».

## Личная жизнь
Замужем, имеет двоих детей. Супруг — Б, М. Титенко, депутат Госдумы РФ I (фракция «Выбор России») и III (фракция СПС) созывов.